# Бурнеф ан Мож
Бурнеф ан Мож (фр. Bourgneuf-en-Mauges) насеље је и општина у западној Француској у региону Лоара, у департману Мен и Лоара која припада префектури Шоле.
По подацима из 2011. године у општини је живело 679 становника, а густина насељености је износила 58,33 становника/km². Општина се простире на површини од 11,64 km². Налази се на средњој надморској висини од 111 метар (максималној 152 m, а минималној 80 m).

## Демографија
| 1962. | 1968. | 1975. | 1982. | 1990. | 1999. | 2011. |
| ----- | ----- | ----- | ----- | ----- | ----- | ----- |
| 534   | 536   | 519   | 591   | 663   | 687   | 679   |

График промене броја становника у току последњих година